# Poboleda
Poboleda – gmina w Hiszpanii, w prowincji Tarragona, w Katalonii, o powierzchni 13,76 km². W 2011 roku gmina liczyła 370 mieszkańców.